# 1812 dans le catholicisme
Chronologie du catholicisme
- 1808
- 1809
- 1810
- 1811
- 1812
- 1813
- 1814
- 1815
- 1816

Cet article présente les faits marquants de l'année 1812 dans le catholicisme.

## Naissances
- 14 mai : Charles William Russell, prélat, universitaire et missionnaire irlandais, vicaire apostolique de Ceylan et évêque titulaire d'Amyzon (de) († 26 février 1880)

## Décès
- 27 juillet : Clément Wenceslas de Saxe, prélat allemand, prince-archevêque de Trèves (° 28 septembre 1739)
- 5 septembre : Girolamo Della Porta, cardinal italien de la Curie (° 14 novembre 1746)